# 納田伸春
納田 伸春（のうだ のぶはる、1949年（昭和24年） - 2022年（令和4年）12月5日）は、日本の政治家。徳島県板野郡上板町長（2期）。徳島県出身。

## 経歴
徳島県出身。2003年（平成15年）に上板町議会議員選挙に出馬し当選、2007年（平成19年）でも再選し2期を務めた。
2008年（平成20年）に前上板町長の松尾國玄がリコールを受け辞職したことに伴う上板町長選に出馬し初当選、2012年（平成24年）に再選する。
2013年（平成25年）に上板町長の任期中に官製談合防止法違反の疑いで逮捕され、上板町長を辞任。11月29日に徳島地裁で懲役1年６ヶ月・執行猶予3年の有罪判決を言い渡され、確定した。
2022年（令和4年）12月5日、死去。

## 受賞
- 1987年 - 全国優良畜産経営技術発表会優秀賞